# Рымкевич, Ярослав Марек
Ярослав Марек Рымкевич (имя при рождении Ярослав Марек Шульц, пол. Jarosław Marek Rymkiewicz (Szulc), 13 июля 1935, Варшава — 3 февраля 2022) — польский писатель, поэт, переводчик и драматург, литературный критик.

## Биография

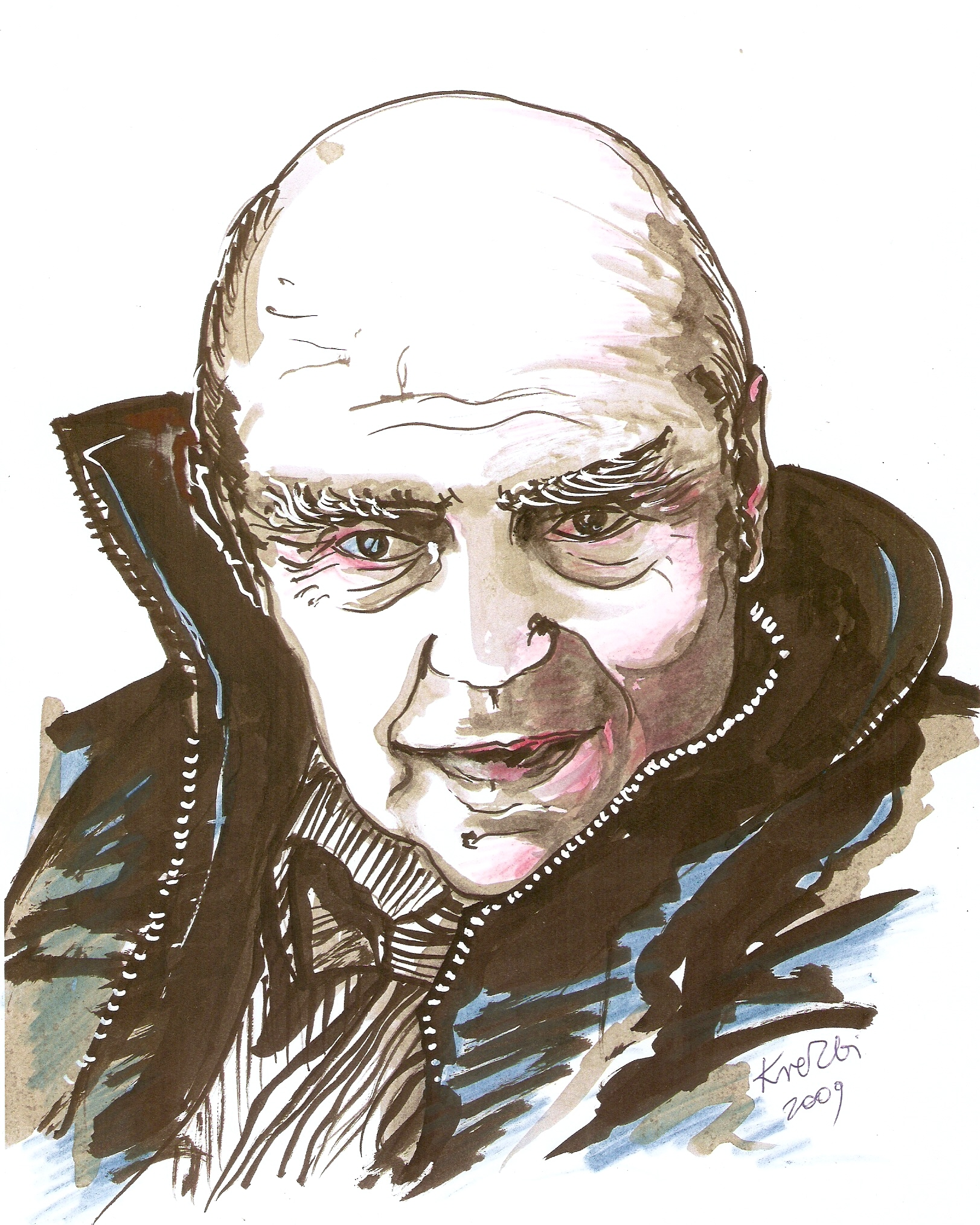
Портрет Рымкевича

Закончил филологический факультет Лодзинского университета. Критика причислила его к «поколению 1956 года». Однако Рымкевич повел самостоятельную линию, которую назвал классицизмом, но которая скорее напоминает современное необарокко (этой эстетике, восходящей к европейскому и польскому барокко, посвящены эссе Рымкевича, составившие книгу «Что такое классицизм» (1967), которая вызвала шумную полемику).
Открыто выступал в защиту осуждённых членов подпольной организации «Рух».
В 1990-е активно участвовал в общественной жизни, печатался на страницах популярной «Газеты Выборчей».
Рымкевич выступал также как драматург, переводчик американской, испанской поэзии и русской поэзии (Элиот, Стивенс, испанские народные романсы, Кальдерон, Лорка, Мандельштам), а позднее — как романист («Польские разговоры летом 1983 года» (1984), переведён на немецкий и французский языки). Автор основательных трудов о польской словесности XIX века (прежде всего — о Мицкевиче), подготовил две фундаментальные энциклопедии, посвящённые творчеству Лесьмяна (2001) и Словацкого (2004).

## Признание
Лауреат премий Станислава Винценца (1984, литературной премии парижского издательства «Культура» (1986).

## Произведения

### Стихи
- Konwencje (1957)
- Metafizyka (1963)
- Kwiaty nowy starych romanc, czyli, Imitacje i przekłady hiszpańskich romances (1966)
- Co to jest drozd (1973)
- Thema Regium (1978)
- Ulica Mandelsztama (1983)
- Mogiła Ordona (1984)
- Moje dzieło pośmiertne (1993)
- Zachód słońca w Milanówku (2002, премия «Нике»)
- Cicho ciszej. Wybrane wiersze z lat 1963—2002 (2003, избранное)
- Do widzenia gawrony (2006)

### Эссе
- Czym jest klasycyzm (1967)
- Myśli różne o ogrodach (1968)
- Aleksander Fredro jest w złym humorze (1977)
- Juliusz Słowacki pyta o godzinę (1982)
- Wielki Książę (1983)
- Żmut (1987)
- Baket (1989)
- Kilka szczegółów (1994)
- Do snowia i dalej (1996)
- Leśmian. Encyklopedia (2001)
- Słowacki. Encyklopedia (2004)
- Wieszanie (2007)
- Kinderszenen (2008)
- Rozmowy polskie w latach 1995—2008 (2009)

### Романы
- Rozmowy polskie latem 1983 (1984)
- Umschlagplatz (1988)

### Пьесы
- Król Mięsopust (1970)
- Porwanie Europy (1971)
- Kochankowie piekła (1972)
- Niebiańskie bliźnięta (1973)
- Dwór nad Narwią (1979)

## Публикации на русском языке
- Стихотворения/Пер. И. Бродского// Современная польская поэзия. М.: Прогресс, 1971
- Стихотворения/Пер. В. Британишского// Польские поэты XX века: Антология. Т.II. СПб: Алетейя, 2000, с.312-324
- Улица Мандельштама/ Пер. Нат. Горбаневской//